# Trinidad (distrito)
Trinidad fue uno de los distritos que integró la subdelegación de Peña Blanca, en el antiguo departamento de San Fernando, provincia de Colchagua.
El territorio del distrito fue organizado por decreto del presidente José Joaquín Pérez Mascayano el 14 de agosto de 1867.

## Historia
El distrito, que ocupó el número 3.° de la subdelegación Peña Blanca, fue creado por decreto supremo del 14 de agosto de 1867, que divide el departamento de San Fernando en veinte subdelegaciones y numerosos distritos. El documento determina así sus límites:

Al sur, el deslinde norte del anterior distrito, desde la quebrada de los Caballos hasta la Poza Larga; al oeste, una línea recta desde este punto hasta el alto de Curamache; al norte y este, el mismo límite de la subdelegación, desde ese alto hacia el oriente, pasando por el portezuelo de la Palcura, serranías de San Miguel y Trinidad, hasta la punta de Marchigüe, y descendiendo desde aquí al sur por el cauce del estero de las Cadenas hasta enfrentar la quebrada de los Caballos.

El Decreto con Fuerza de Ley N.° 8.583 del 30 de diciembre de 1927 redistribuye el territorio del departamento de San Fernando, y los distritos se suprimen.

## Administración
La administración del territorio estaba a cargo de un inspector, quien respondía a las órdenes del subdelegado, quien tenía la potestad de nombrarlos o removerlos dando cuenta al gobernador departamental.